# Саловская
Саловская — упразднённая станция в Зимовниковском районе Ростовской области. Входила в состав Верхнесеребряковского сельсовета. В 2004 году включена в состав посёлка Саловский Волгодонского района и исключена из учётных данных.

## География
Располагалась у железнодорожного разъезда Саловский Северо-Кавказской железной дороги на линии «Куберле — Морозовская», на расстоянии приблизительно в 0,5 км (по прямой) к северо-востоку от посёлка Саловский.

## История
Станция основана в 1951 году. 

## Население
| 1989 | 2002 |
| ---- | ---- |
| 48   | ↗57  |